# Магерівська селищна громада
Магерівська селищна об'єднана територіальна громада — об'єднана територіальна громада в Україні, в Жовківському районі Львівської області. Адміністративний центр — смт Магерів.
Площа громади — 80,2 км², населення — 7051 мешканець (2021).
Утворена 27 жовтня 2016 року шляхом об'єднання Магерівської селищної ради та Замківської, Кам'яногірської, Підліссянської, Погариської сільських рад Жовківського району.
Ліквідована 12 червня 2020 року шляхом включення до Добросинсько-Магерівської громади.

## Населені пункти
До складу громади входять 1 смт (Магерів) і 10 сіл:
- Бірки
- Велике Передмістя
- Думичі (Підліссянська сільська рада)
- Думичі (Погариська сільська рада)
- Замок
- Зубейки
- Кам'яна гора
- Монастирок
- Підлісся
- Погарисько

## Інфраструктура
На території громади працює низка навчальних закладів середньої освіти: 2 школи I—III ступенів, 1 школа I—II ступенів та 4 школи I ступеня, а також 4 дошкільних навчальних заклади. Також працює лікарня і 5 ФАПів. Культурні послуги мешканцям надають 7 закладів культури.